# Гончарук Микола Григорович
Мико́ла Григо́рович Гончару́к (нар.18 жовтня 1947, с. Парипси Попільнянського району Житомирської області) — український військовик, кандидат воєнних наук, професор (1996), полковник запасу.

## Біографія
Микола Гончарук народився 18 жовтня 1947 року у с. Парипси на Житомирщині
У 1969 році він закінчив Київське вище загальновійськове командне училище.
Протягом 1969—1975 років служив у Прикарпатському військовому окрузі. У 1978 році він закінчив Військову академію імені М. В. Фрунзе у м. Москва.
По закінченні вишу з 1978 по 1986 року проходив службу у складі Центральної групи радянських військ у Чехословаччині.
У 1986 року він захистив успішно кандидатську дисертацію, і став викладачем Військової академії імені М. В. Фрунзе.
З 1992 року служив у лавах Збройних сил України. Обіймав посади начальника кафедри Військової підготовки Навчально-методичного центру соціально-психологічної служби та кафедри тактики і оперативного мистецтва Київського військового гуманітарного інституту, а також начальника кафедри тактики та професора кафедри сухопутних військ Національної академії оборони України.
З 1998 року є полковником запасу.
Член Міжнародної громадської організації «Земляцтво житомирян».
Працює професором в Командно — штабному інституті застосування військ (сил) Національного університету оборони України.

## Досягнення
Гончарук Микола Григорович автор (співавтор) близько 50 наукових праць, зокрема з питань теорії воєнного мистецтва, будівництва Збройних Сил України, їх підготування та застосування тощо.
М. Гончарук займається дослідженням проблеми розвитку воєнного мистецтва та розбудови Збройних Сил України.
Є автором статей для Енциклопедії Сучасної України: батальйон, батарея, бойова готовність, бойове завдання, бойові дії, бойовище тощо.
За сумлінну, бездоганну та добросовісну службу полковника Миколу Гончарука нагороджено медалями та відомчими відзнаками.

## Праці
1. Гончарук М. Г. Маневр, як засіб підвищення стійкості та активності оборони. // Труди академії — 1997. № 1 — с.8-15.
2. Гончарук М. Г. Форми воєнних дій. // Труди академії — 1998. № 2 — с.26-30.
3. Гончарук М. Г. Деякі питання пов‘язані зі структурою загальновійськових формувань. // Труди академії — 1998. № 6 — с.4-5.
4. Гончарук М. Г. Шляхи вирішення проблем воєнного мистецтва через аналіз взаємозв‘язків його складових частин. // Труди академії — 1999. № 11 — с.11-15.
5. Гончарук М. Г. Зустрічні битви і бойовища в сучасних умовах. // Труди академії — 1999. № 13 — с.33-38.
6. Ольшевський В. Й., Гончарук М. Г. Воєнна організація чи Збройні Сили держави // Труди академії — 1999. № 15 — с.14-21.
7. Гончарук М. Г., Ольшевський В. Й. Воєнно-стратегічні та воєнно-єкономічні аспекти простору воєнних дій // Труди академії — 1999. № 16 — с.9-18.
8. Гончарук М. Г. Битви і бойовища — що це ? // Труди академії — 1999. № 17 — с.23-27.
9. Гончарук М. Г. Принципи воєнної науки та форми воєнних дій. // Труди академії — 1999. № 18 — с.28-32.
10. Гончарук М. Г. Теорія будівництва Збройних Сил. // Труди академії — 1999. № 20 — с.9-11.
11. Свинаренко В. В., Гончарук М. Г. Ретроспективний аналіз розвитку поглядів на теорію і практику підготовки ведення територіальної оборони. // Труди академії — 2000. № 21 — с.5-8.
12. Гончарук М. Г. Відбиття контрударів — найважливіший етап наступальної операції. // Труди академії — 2000. № 23- с.16-19.
13. Шуєнкін В. О. Гончарук М. Г. Деякі погляди на систему всебічного забезпечення бою, операцій оперативних і стратегічних об'єднань та збройної боротьби в цілому // Труди академії — 2000 . № 24 — с.16-19.
14. Вохов В. И., Гончарук Н. Г. Маневр в операции (бою). //Военная мысль — 1992 . № 8-9 — с.16-19.
15. Гончарук М. Г. Збройні Сили, збройна боротьба і воєнні дії. // Труди академії — 2001. № 27 — с.17-19.
16. Гончарук М. Г. Ретроспективний аналіз розвитку форм воєнних дій. // Труди академії — 2001. № 28 — с.8-12.
17. Гончарук М. Г. Мистецтво взагалі і воєнне мистецтво зокрема. // Труди академії — 2001. № 30 — с.30-34.
18. Смаглюк І. В., Гончарук М. Г. Принципи військового керівництва в сучасних умовах та їх правове підґрунтя. // Труди академії — 2001 . № 31 — с.354-361.
19. Гончарук М. Г. Про бойові завдання, військові формування, форми воєнних дій та простір для їх ведення.// Труди академії-2001. № 32- с.56-58.
20. Гончарук М. Г. Принципи воєнного мистецтва: зосередження зусиль на головних напрямках. // Труди академії — 2001 . № 33 — с.40-44.
21. Гончарук М. Г. Янкович В. М. Деякі питання організаційної структури Збройних Сил України.// Збірник статей ЦНДІ ЗСУ — 2001. № 3/16 — с.41-48.
22. Гончарук М. Г. Підготовка і проведення контрударів в оборонних операціях оперативних об‘єднань. // Збірник статей ЦНДІ ЗСУ — 2001. № 1/18 — с.24-30.
23. Янкович В. М., Гончарук М. Г. Основні питання теорії будівництва Збройних Сил. // Труди академії — 2001. 20 — с.5-9.